# Сагуачі (Колорадо)
Сагуачі (англ. Saguache) — місто (англ. town) в США, в окрузі Савоч штату Колорадо. Населення — 539 осіб (2020).

## Географія
Сагуачі розташоване за координатами 38°5′10″ пн. ш. 106°8′27″ зх. д. / 38.08611° пн. ш. 106.14083° зх. д. (38.086247, -106.140876).  За даними Бюро перепису населення США в 2010 році місто мало площу 1,03 км², уся площа — суходіл.

### Клімат
| Клімат : Сагуачі      | Клімат : Сагуачі | Клімат : Сагуачі | Клімат : Сагуачі | Клімат : Сагуачі | Клімат : Сагуачі | Клімат : Сагуачі | Клімат : Сагуачі | Клімат : Сагуачі | Клімат : Сагуачі | Клімат : Сагуачі | Клімат : Сагуачі | Клімат : Сагуачі | Клімат : Сагуачі |
| Показник              | Січ.             | Лют.             | Бер.             | Квіт.            | Трав.            | Черв.            | Лип.             | Серп.            | Вер.             | Жовт.            | Лист.            | Груд.            | Рік              |
| Середній максимум, °C | 1,9              | 4,4              | 9,9              | 14,9             | 19,5             | 24,5             | 26,6             | 25,1             | 21,9             | 16,2             | 8,4              | 2,1              | 14,6             |
| Середній мінімум, °C  | −14,8            | −11,8            | −6,4             | −2,9             | 1,8              | 6,2              | 9,4              | 8,9              | 4,2              | −1,4             | −7,8             | −13,9            | −2,4             |
| Норма опадів, мм      | 6                | 5                | 10               | 14               | 16               | 15               | 33               | 46               | 28               | 17               | 9                | 7                | 204              |
| --------------------- | ---------------- | ---------------- | ---------------- | ---------------- | ---------------- | ---------------- | ---------------- | ---------------- | ---------------- | ---------------- | ---------------- | ---------------- | ---------------- |
| Джерело: NOAA         |                  |                  |                  |                  |                  |                  |                  |                  |                  |                  |                  |                  |                  |

## Демографія
Згідно з переписом 2010 року, у місті мешкало 485 осіб у 237 домогосподарствах у складі 130 родин. Густота населення становила 470 осіб/км².  Було 345 помешкань (334/км²).
Расовий склад населення:
| - 85,4 % — білих - 3,1 % — корінних американців - 0,6 % — чорних або афроамериканців - 0,6 % — азіатів - 8,0 % — осіб інших рас |

До двох чи більше рас належало 2,3 %. Частка іспаномовних становила 37,3 % від усіх жителів.
За віковим діапазоном населення розподілялося таким чином: 14,2 % — особи молодші 18 років, 62,9 % — особи у віці 18—64 років, 22,9 % — особи у віці 65 років та старші. Медіана віку мешканця становила 49,7 року. На 100 осіб жіночої статі у місті припадало 99,6 чоловіків;  на 100 жінок у віці від 18 років та старших — 102,9 чоловіків також старших 18 років.
Середній дохід на одне домашнє господарство  становив 34 742 долари США (медіана — 27 386), а середній дохід на одну сім'ю — 44 400 доларів (медіана — 38 750). Медіана доходів становила 30 455 доларів для чоловіків та 33 438 доларів для жінок. За межею бідності перебувало 23,2 % осіб, у тому числі 44,2 % дітей у віці до 18 років та 26,1 % осіб у віці 65 років та старших.
Цивільне працевлаштоване населення становило 183 особи. Основні галузі зайнятості: публічна адміністрація — 23,5 %, будівництво — 16,9 %, сільське господарство, лісництво, риболовля — 16,4 %.